# ولاية تمنراست
ولاية تمنراست  ولاية جزائرية. عاصمة الهقار بالجزائر مدينة تفتخر بعراقة تاريخها وتشهد على ذلك الرسومات والنقوش الحجرية التي تحتفظ بتاريخ المنطقة والتي اكتشفت بطاسيلي الهقار وتيديكلت وهي تمثل اليوم أغنى متحف في الهواء الطلق لفنون ما قبل التاريخ. ولذلك صنفت منظمة اليونسكو الحظيرة الوطنية للهقار ضمن التراث العالمي المحفوظ.
وتشتهر تمنراست بكونها ملحمة الرجال الزرق وهم “ الطوارق ” أو “ أهل اللثام ” الذين اشتهروا بكنية “الرجل الأزرق” لتفنّنهم في ارتداء الكوفية والعمامة الزرقاء، ولون بشرتهم اللافح، حيث تحدى هؤلاء منذ قديم الزمان، مصاعب الصحراء الكبرى، وحوّلوها إلى متحف فريد، فأينما توجهت نحو أضلاع السلسلة الجبلية الشهيرة تحس وأنّك تتلمس حضارة العصر الحجري، وأنامل الإنسان الأول في منطقة دلّت الحفريات على تواجد الإنسان بها قبل نصف مليون عام.

## لمحة تاريخية
أحدثت ولاية تمنراست بعد التقسيم الإداري سنة 1974.
وفي فبراير 2021، تمت ترقية المنطقتين الإداريتين عين صلاح وعين قزام إلى ولايات.
وشهدت هذه الولاية، مثل كل ولايات الجنوب الجزائري، مرور الجماعة السلفية للدعوة والقتال ثم تنظيم القاعدة في بلاد المغرب الإسلامي.

## الموقع الجغرافي والتضاريس

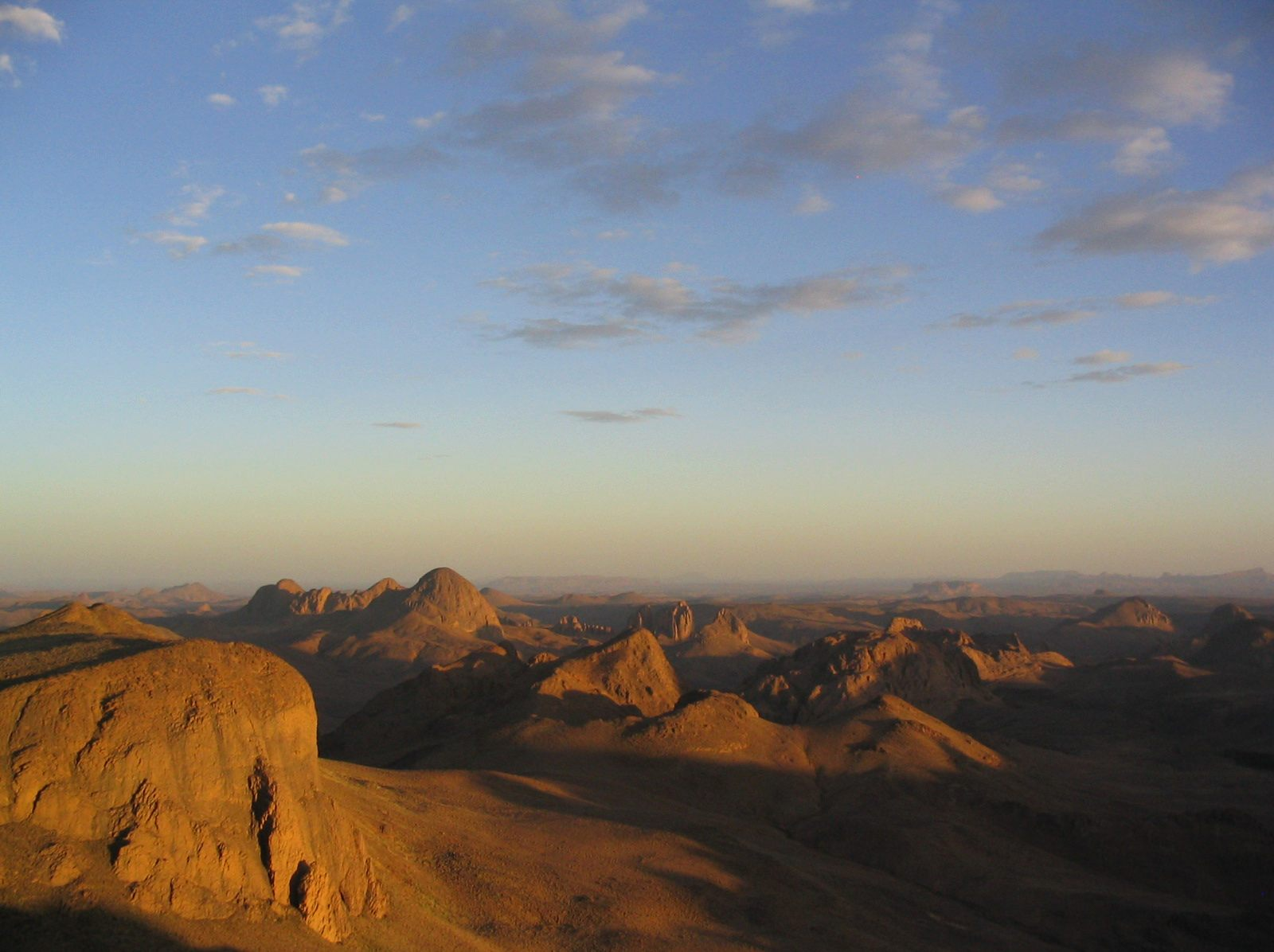
الهقار عند غروب الشمس من هضبة أسيكريم

تقع في الجنوب وتبعد عن الجزائر العاصمة بحوالي 2000 كلم. تحدها من الشمال ولاية غرداية وولاية ورقلة ومن الشرق ولاية إليزي ومن الغرب ولاية أدرار ومن الجنوب دولة النيجر ودولة مالي وهي أكبر الولايات مساحتًا ومع أنها تقع في قلب الصحراء فولاية تمنراست هي ولاية تارقية فمناخها مختلف يغلب عليه الاعتدال نظرا لتضاريسها الجبلية حيث تقع عاصمة الولاية على ارتفاع 1400 متر عن مستوى سطح البحر. وتضم سلسلة جبال الهقار التي بها أعلى قمة جبلية بالجزائر وهي تاهات آتاكور بارتفاع قدره 3303 متر.

## المعالم الأثرية والسياحة

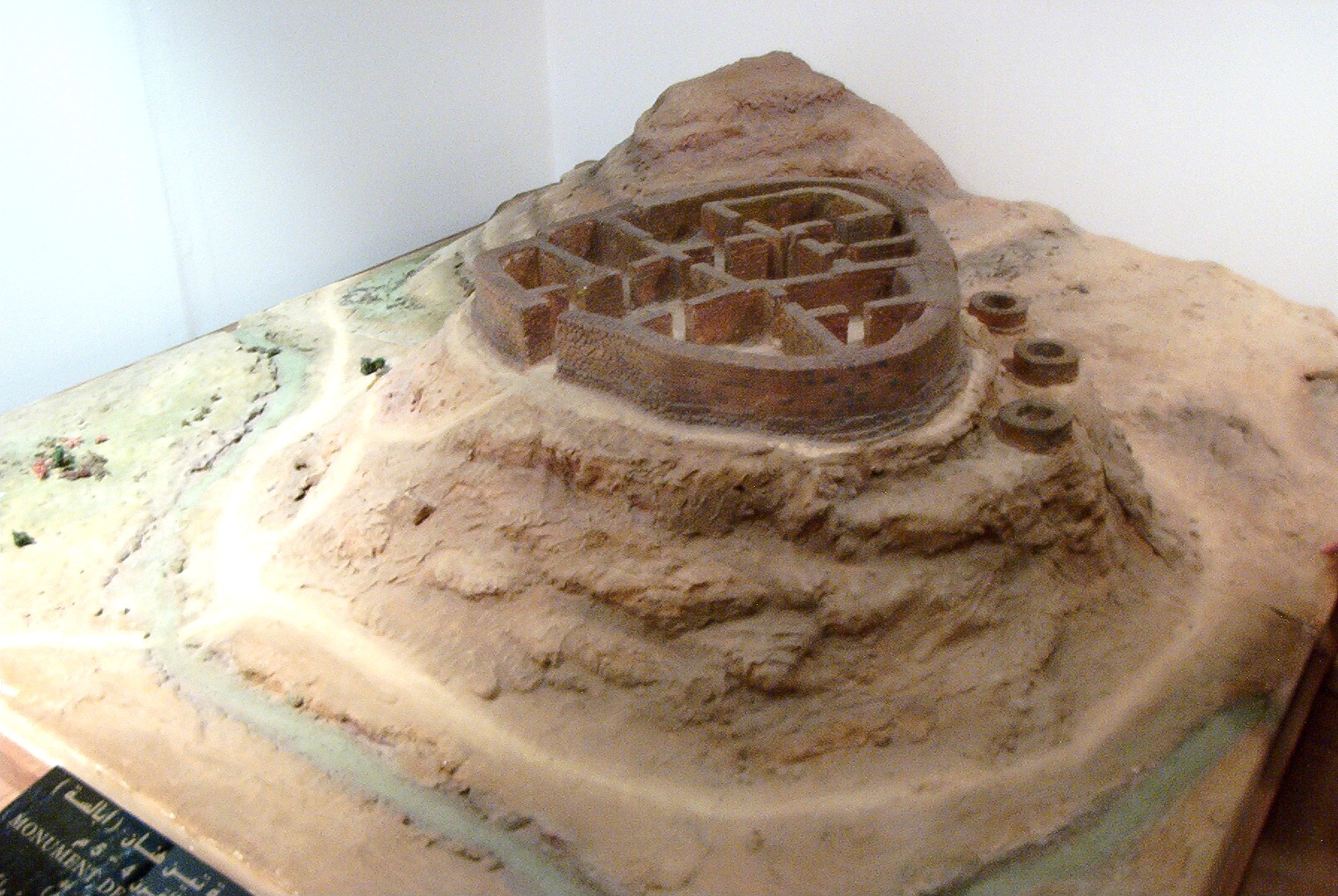
مجسم ضريح الملكة تينهنان

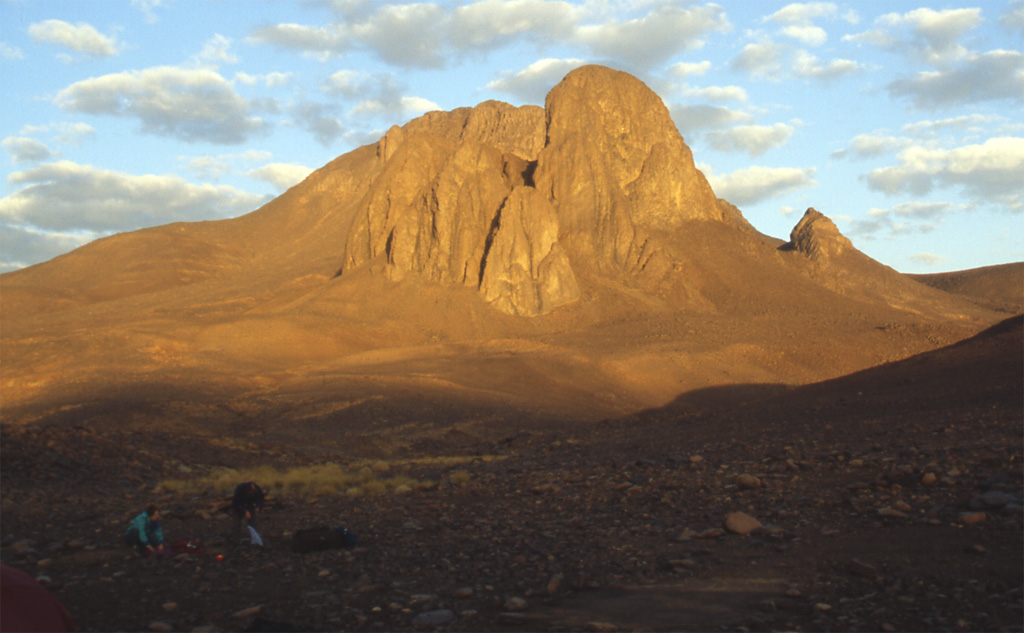
تاهات آتاكور

ومن ابرز معالمها ضريح الملكة تينهنان.
وتقع أبلسة على بعد 80 كيلومترا إلى غرب من تمنراست ويوجد فيها ضريح ملكة الطوارق تينهنان، ويعني اسمها «صاحبة الخيام». ويوجد الضريح في بناء بيضاوي يضم 11 غرفة بالإضافة للغرفة الجنائزية التي يوجد بها وجد الهيكل العظمي. وإذا توجه السائح شرقا أو غربا فسيجد الواحات والكهوف التي تعود إلى العصور الحجرية، إضافة إلى صخور الغرانيت والأضرحة وبعض المعالم الأثرية الأخرى. ويوجد طريقان يؤديان إلى المنطقة أحدهما شمال تمنراست في أيدلس ويمر عبر تاهيفت وطازروك، أما الطريق الآخر فهو يقع غربا في منحدر حاد شمال غربي تمنراست وأدريان مرورا بأراك وتيت وأبلسة.
كانت تمنراست ولا تزال عنوان السياحة، وقبلة السياح في الجزائر، كيف لا وهي تختزل آلاف السنين على صفحات جبالها ورمالها، وتقف كلغز محير يتحدى الجميع لفك طلاسمه، فلا عجب أن يقف الزائر في هذه المنطقة مشدوها ومعجبا بتلك اللوحة الطبيعية الخالدة.
وتقع تمنراست (عاصمة الأهقار) في قلب الهقار على ارتفاع 1400 متر تقريبا جنوب الجزائر، وتتميز بالمناخ اللطيف المعتدل بفضل ارتفاعها إذ تتراوح درجات الحرارة فيها بين 4 و9 درجات في الشتاء و24 و36 درجة في الصيف. وتتساقط الأمطار بانتظام حتى في فصل الصيف كما تقع في المنطقة سلسلة جبال الاهقار التي يوجد بها أعلى قمة جبلية بالجزائر وهي طاهات وارتفاعها 3303 أمتار.

### عادات وتقاليد
ويميز مجتمع الطوارق تمسكهم الشديد بالعادات والتقاليد عبر مر العصور فهي تعكس مدى حبهم للبساطة. ومن أبرز تلك العادات التي يمكن أن يراها زائر المنطقة، استعمال رجل الطوارق، أو الأزرق قماش الشاش لتغطية وجهه والتلثم لحماية نفسه من غبار الصحراء وحرارة الجو.
وترتبط هذه العادة بموروث حضاري قديم، فليس من اللائق أن يفتح المرء فمه ويغلقه أمام الآخرين أو أن يتناول طعامه أمام الناس حيث يعتبر حرمة قدسية للفم منذ قديم الزمن عند الطوارق، أما المرأة فهي ترتدي لباسا خاصا مصنوعا من قماش لا يصنع محليا وإنما يستورد من الدول المجاورة خصوصا مالي حيث ترتدي المرأة خراطة طويلة مصنوعة من قماش النيلة.
إن كبر مساحة الهقار جعل منها منطقة سياحية بامتياز لما تزخر به من أماكن تجتذب السائحين من شتى أنحاء العالم، ومن أبرز تلك المناطق «جبل أسكرام» الذي يبعد عن مدينة تمنراست بـ80 كيلومترا فهو يعتبر قبلة للسواح، ويقع على ارتفاع 2800 متر عن سطح البحر. ورغم أن انخفاض درجة الحرارة في فصل الشتاء على جبل «أسكرام» إلى 11 درجة تحت الصفر يقصده السائحون لمتابعة «أجمل شروق وغروب في العالم».
وتتواجد البرك المائية في مناطق عدة وأهمها بركة “أفلال” التي تقع شمال تمنراست على بعد 60 كيلومترا. وتصنف البركة، التي تتميز بوجود الأسماك بها، ضمن اتفاقية (رامسار) للمناطق الرطبة وتعد من أجكل البرك المائية بين الجبال في العالم.

## التقسيم الإداري
تنقسم ولاية تمنراست إلى 7 دوائر و 10 بلديات:

### الدوائر
- دائرة تمنراست
- دائرة عين صالح
- دائرة تاظروك
- دائرة أبلسة
- دائرة إن غار
- دائرة تين زاوتين
- دائرة عين قزام

ممهعنعت

### البلديات
- تمنراست

(بلدية+دائرة تضم بلديتي تمنراست وإن امقل) ;
- عين أمقل

هي أكبر بلديات الجزائر منى حيث المساحة، تقع بولاية تمنراست في الجنوب الجزائري، يبلغ عدد سكانها حوالى 5000 نسمة، ذات تضاريس جبلية تنتمي إلى هضبة وجبال الاهقارالتي تمثل اعلى قمم الجزائر على مستوى سطح
- عين صالح

تقع عين صالح في الناحية الجنوبية للجزائر
يحدها شرقا اليزى وجانت وغربا ادرار وجنوبا تمنراست وشمالا
المنعة تاسست مدينة قبل مئات السنين فكانت أول منطقة سكنت
وعمرت في قرية اقسطن الواقعة شرقا على بعد 25كلم كما انها
أول منطقة اقيمت فيها الجمعة بمسجد الشيح حمو رحمه الله ثم تم
إنشاء ثاني محــــــــيط
سكني بقرية الدغامشة ومن توزع الناس وسكنو قصر
العرب وقصر المرابطين والزاوية والســــــــهلة الشرقية
والغربية والجديدة هنو مليلنة تسفاوت ح
اسي لحجار فقارة العرب فقارة الزوى حيــنون سلافن
تاغرم اسون عون الله الدحانية وغيرها والبركة تبعد عن مقر
الولايـــــة حوالي 700كلم
- فقارة الزاوية

تقع فقارة الزوى شرقي بلدية عين صالح استفادت في 1985 من تقسيم إداري حيث أصبحت بلدية ويتبعها
فقارة العرب /حينون/سلافن/الدحانية /الفقارة الوسط يعتمد الفلاحون فيها على الفلحة خاصة التور تقربوشت
المستوى التعليمى مقبول والمعيشي متوسط وميسور
- تاظروك

من الدوائر المهممة لولاية تمنغست فقد كانت منطقة خالية من السكان، بلغ عدد السكان 3033 ن خلال إحصاء 98
- أدلس

تقع شمال الولاية على بعد220 كلم هي من التقسيم الإداري لسنة 1984 أول رئيس بلدية لها هو كريم خاضير تعرف بإنتاجها لثمرة العنب التي تشتهر بهاشكاليتها الوحيدة هي وضعية الطريق المتردية بينها وبين مقر الولاية تمنراست فلاتزوروها
- أبلسة

(بلدية)تابعة لدائرة سيلت:
تعتبر بلدية ابلسة من أهم البلديات بمنطقة الأهقار تبعد عن
مقرالولاية تمنراست حوالي 80 كلم، تشتهر بتراث ومناطق سياحية فريدة لايمكن
ان تجدها في منطقة غيرها، مناهم المميزات التراث نجد رقصة الأصارة التي يكون
فيها الرقص بالعصي حيث يكون مجموعة من الشباب خاصة دائرة يكون مركزها افراد
يحملون الطبل....كما نجد رقصة التزنغرات والجاقمي، وتتميز أيضا بضريح
الملكة تين هنان التي تعودالى القرن الرابع ميلادي، وجبل اهرهي وجبل تامزاك
و وادي انديد وبها العديد من المناطق الرائعة ندعوكم لزيارتها
- إن غار

تقع بلدية عين غار غربي مدينة عين صالح استفادت من التقسيم الإدارى كبلدية واصبحت دائرة
تبعد عن عين صالح حوالي 55كلم
- تين زاوتين

بلدية تين زاوتين الواقعة على بعد حوالي 600 كلم عن مقر عاصمة الولاية تمنراست
- عين قزام

## السكان
| ذكور   | فئة عمرية     | إناث   |
| ------ | ------------- | ------ |
| 207    | 85 سنة وأكثر  | 223    |
| 209    | 80 إلى 84 سنة | 176    |
| 547    | 75 إلى 79 سنة | 505    |
| 730    | 70 إلى 74 سنة | 569    |
| 1٬249  | 65 إلى 69 سنة | 1٬081  |
| 1٬450  | 60 إلى 64 سنة | 1٬087  |
| 2٬032  | 55 إلى 59 سنة | 1٬747  |
| 2٬564  | 50 إلى 54سنة  | 2٬023  |
| 4٬054  | 45 إلى 49 سنة | 3٬505  |
| 4٬702  | 40 إلى 44 سنة | 4٬307  |
| 5٬460  | 35 إلى 39 سنة | 5٬189  |
| 5٬833  | 30 إلى 34 سنة | 5٬676  |
| 8٬424  | 25 إلى 29 سنة | 8٬122  |
| 9٬082  | 20 إلى 24 سنة | 9٬292  |
| 10٬212 | 15 إلى 19 سنة | 9٬897  |
| 10٬262 | 10 إلى 14 سنة | 9٬712  |
| 10٬712 | 5 إلى 9 سنوات | 10٬263 |
| 12٬814 | 0 إلى 4 سنوات | 12٬127 |
| 277    | غير معروف     | 316    |

## الزوايا
- «زاوية مولاي لحسن» بعين أمقل.[3]
- «زاوية النور» بتمنراست.[4]
- «زاوية الشيخ باي الكنتي» بإن غار.[5]
- «زاوية الفاروق» بتمنراست.
- «زاوية الشيخ محمد سيدي علي عزي» بتمنراست.

## أعلام
- إذاعة تمنراست
- البث الحي لإذاعة تمنراست

## التعليم الجامعي
تضم هذه الولاية العديد من الجامعات ومؤسسات التعليم الجامعي، منها:
- المركز الجامعي تمنراست[6]

## نواب ولاية تمنراست في المجلس الشعبي الوطني
يبلغ عدد النواب في المجلس الشعبي الوطني عن ولاية تمنراست 5 نواب خلال الدورة التشريعية 2017م-2022م التي انطلقت بعد 4 ماي 2017م.
التوزع الجنسي لنواب البرلمان عن ولاية تمنراست (2017م-2022م)
يتوزع نواب البرلمان عن ولاية تمنراست في الدورة التشريعية 2017م-2022م وفق الجنس حسب النسب التالية:
1. النواب النساء: 0 (00.00 %).
2. النواب الرجال: 5 (100.00 %).

### التوزيع الحزبي
الانتماء الحزبي لنواب البرلمان عن ولاية تمنراست (2017م-2022م)
يتوزع نواب البرلمان عن ولاية تمنراست في الدورة التشريعية 2017م-2022م حسب عدة قوائم حزبية:
1. تجمع أمل الجزائر: 1 نائب (20.00 %).
2. التجمع الوطني الديمقراطي: 1 نائب (20.00 %).
3. جبهة التحرير الوطني: 1 نائب (20.00 %)
4. الحركة الشعبية الجزائرية: 1 نائب (20.00 %).
5. حركة الشباب: 1 نائب (20.00 %).

## البنية التحتية
الهياكل الأساسية للطرق:
- الطرق الوطنية (كلم): 2.578
- الطرق الولائية (كلم): 472
- الطرق البلدية (كلم): 3.358
- 08 منشأة فنية على الطرق الوطنية
- 02 منشأة فنية على الطرق الولائية
- منشأة فنية على الطرق البلدية 01

المنشآت المطارية:
- مطار تمنراست أقنار - حاج باي أخاموك الدولي

## التربية
تتوفر الولاية على 139 مدرسة ابتدائية و 34 إكمالية و 14 ثانوية.

## الصحة
تتوفر الولاية على أربعة مستشفيات، و19 عيادة متعددة الخدمات و56 قاعة علاج.

## الموارد المائية
تحتوي الولاية على 08 سدود 368 بئر ارتوازي 135 منها مستغلة بالإضافة إلى 6 محطات معالجة للمياه

## الفلاحة
تتميز الولاية بنشـاط فلاحي وصنـاعي شبه منعدم وبنسيج تجـاري ضعيف هش وغير متنوع حيث أن 50% من النشاطـات تتركز في نشاط التجزئة.
القدرات الفلاحية 246.154 هكتارا من الأراضي الزراعية منها 187.000 هكتارا، من المساحة الفلاحية المستغلة و7.300 هكتار مسقية و 48.600 هكتار من أراضي الانتجاع والرعي، و87.000 هكتار من المساحة الصالحة للزراعة مخصصة لإنتاج الحبوب. أمّا تربية المواشي فتضم 383.000 رأس منها 307.000 من الغنم

## وصلات خارجية
- مديرية التجارة لولاية تامنراست
- المركز الجامعي تامنراست
- إذاعة تامنراست
- جمال بلادي
- الحكواتي